# Chalciporus phaseolisporus
Chalciporus phaseolisporus är en svampart som först beskrevs av T.H. Li, R.N. Hilton & Watling, och fick sitt nu gällande namn av Klofac & Krisai 2006. Chalciporus phaseolisporus ingår i släktet Chalciporus och familjen Boletaceae.   Inga underarter finns listade i Catalogue of Life.